# Esquistos de Maotianshan
Los esquistos de Maotianshan son una formación geológica del Cámbrico Inferior con una antigüedad de 522 Ma, que está situada en la provincia china de Yunnan, cerca de Kunming. También se conocen como biota de Chengjiang. Toman su nombre de la colina de Maotianshan (en chino tradicional y en chino simplificado: 帽天山. En pinyin: Màotiānshān).

## Descripción
Los esquistos de Maotianshan forman parte de la sección de Qiongzhusi del miembro Yu'anshan de la formación de Heilinpu, y comprende un gran afloramiento de estratos arcillosos, de unos 50 metros de grosor. El yacimiento se extiende por decenas de miles de kilómetros cuadrados de la provincia oriental de Yunnan, y por lo tanto la biota de Chengjiang se conoce de varias localidades de la región, aunque conserva el nombre de la localidad de su primer hallazgo. Una de estas localidades, llamada Eriacun, conserva los fósiles de vertebrados más antiguos conocidos en el mundo.
Los hallazgos de Chengjiang son extremadamente variados, incluyendo multitud de organismos blandos perfectamente conservados en forma fósil, formando un yacimiento fosilífero de gran importancia. De hecho, una de las características más sobresalientes de los esquistos de Maotianshan es que conservan numerosos tejidos blandos fosilizados, proporcionando mucha información de gran interés porque las partes blandas de los organismos fosilizan con mucha mayor dificultad que las duras.
En el periodo Cámbrico, cuando estos sedimentos fueron depositados, esta sección de la meseta de Yangtze se encontraba en la zona ecuatorial. Los hallazgos de algunos braquiópodos, así como el contenido estomacal de algunos animales que se alimentaban de fango, indican que se trataba de un mar cálido con un fondo fangoso.
Estos esquistos fueron descubiertos sobre 1984 por Xianguang Hou y sus fósiles han sido estudiados tanto por paleontólogos chinos como occidentales. Los esquistos contienen una fauna muy variada y bastante bien conservada, incluyendo muchos de los taxones que se encuentran en el esquisto de Burgess, en la Columbia Británica, o el esquisto de Emu Bay, en Australia.
La biota de Chengjiang es un yacimiento muy sobresaliente, no sólo como consecuencia de la diversidad y su temprana aparición en el registro fósil, sino también considerando  la exquisita calidad de preservación de sus ejemplares. Ofrece una oportunidad única para extraer conocimientos sobre estas interesantes criaturas tan próximas a la radiación inicial de la vida en lo que hoy se conoce como la explosión cámbrica. Como consecuencia, se considera uno de los yacimientos fósiles más importantes hallados en el siglo XX. Por su valor irremplazable para la ciencia, en 2001 la Biota de Chengjiang pasó a integrar la primera lista de la clase A de los Parques Geológicos Nacionales de China y se está considerando su inclusión en el Patrimonio Natural Mundial.
Chengjiang es un distrito pobre en términos económicos, pero que posee ricos depósitos de fosfato que precisamente se encuentran por encima y por debajo de esta formación de esquistos. En 2003, la explotación de los depósitos de fosfato supusieron 2 /3 de los ingresos del distrito. Evidentemente, la explotación de los fosfatos pone en riesgo el yacimiento fosilífero. Se generan tensiones entre conservación y desarrollo económico que se espera que se puedan resolver con un adecuado equilibrio entre ambas.
Además de Anomalocaris, Opabinia, Hallucigenia, y otras muchas especies, bien conocidas ya por el esquisto de Burgess, los esquistos de Maotianshan incluyen al menos cuatro posibles tipos de cordados, de los cuales parecen peces auténticos: Haikouella, Haikouichthys, Yunnanozoon y Myllokunmingia. También existe una gran cantidad de organismos como trilobites, braquiópodos, o esponjas.
En febrero de 2011, la revista Nature reporta el hallazgo en estos esquistos de una nueva especie de extraordinario interés: se trata de Diania cactiformis, un lobópodo que podría contener las claves del origen de los artrópodos, que en la actualidad constituyen el taxón más diverso del planeta.
Los esquistos de Maotianshan han dado claras evidencias de una explosión cámbrica con la aparición de un gran número de estructuras corporales muy diferentes en un espacio de tiempo asombrosamente corto.
La fauna de Chengjiang es básicamente bentónica. Se han conservado pocos animales que vivían en niveles superiores al fondo marino, tal vez porque pudieron escapar a las periódicas tormentas que originaban corrientes fangosas que se supone que enterraron los especímenes que quedaron fosilizados. Muchos de ellos fueron arrastrados por estas corrientes, como sucedió con numerosas esponjas y gusanos, mientras que otros permanecieron fijos en el lugar en el que habían vivido, como sucede con los braquiópodos.
De las más de 100 especies de organismos se han descrito aquí, aproximadamente el 65% son artrópodos. Entre ellos, abunda un pequeño bivalvo conocido como Bradoriids, con exoesqueleto flexible. Entre los pocos artrópodos (el 3%) de Chengjiang con exoesqueletos o caparazones duros se encuentran los trilobites. Sin embargo, la mayoría de los artrópodos del Cámbrico temprano tenían exoesqueletos relativamente flexibles, no mineralizados, similares a los de los insectos de hoy en día. Los órganos digestivos llenos de fango de algunos artrópodos indican que su alimentación consistía en deglutir fango para digerir los nutrientes que se encontraban en el mismo, como sucedía con Fuxianhuia protensa. Otros, como el enorme Anomalocaris saron eran depredadores activos que nadaban libremente.
Los escasos artrópodos de caparazón duro, los trilobites están representados por Eoredlichia, Kauyangia y Yunnanaocephalus. Se han encontrado ejemplares de todos estos géneros con huellas de patas, antenas, y otros detalles.
Las esponjas o Porifera son el segundo grupo más diverso después de los artrópodos, siendo las demosponjas (esponjas tubulares) el tipo dominante. Algunos ejemplos son Leptomitus, Leptomitella y Choialla. También hay hexactinélidas (esponjas de cristal), aunque son mucho más raras. Haliochondrites y Quadrolaminella son ejemplos de este tipo.
Los gusanos están representados por numerosos ejemplares en la biota de Chengjiang. El género Cricocosmia, que tiene una larga probóscide armada con espinas, tiende a adscribirse al phylum Nematomorpha. También hay científicos que encajan este género entre los priapúlidos, y aún otros con los paleoescolécidos, lo que indica que la sistemática de los componentes de esta fauna está aún en una etapa muy preliminar.
Otros ejemplos son Maotianshania y Paleoscolex. Los priapúlidos, que eran un componente común de las faunas del Cámbrico marino del mundo. Están representados aquí por Paleopriapulites, Acosmia, Paraselkirkia, entre otros.

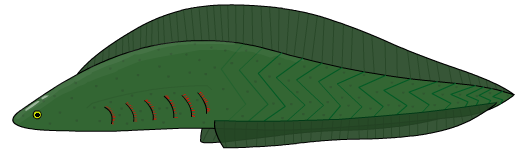
Recreación de Myllokunmingia, el vertebrado más antiguo que se conoce, hallado en los Esquistos de Maotianshan.

El phylum Chordata es que al que pertenecen todos los vertebrados. En la biota de Chengjiang se encuentran interesantes ejemplos se de ellos. De hecho son los vertebrados más antiguos conocidos en el mundo. De ellos, el más famoso es Myllokunmingia,  descubierto en 1999. Se conocen unos 500 ejemplares. La mayoría muestran paquetes musculares en V o en forma de W, sí como la aleta dorsal. En el extremo anteroventral del tronco hay un conjunto de seis o siete branquias plumosas que contienen filamentos branquiales. Todas estas características distinguen a este taxón como un vertebrado con probables afinidades con las lampreas de hoy en día.
Se conocen también varios taxones enigmáticos. Por ejemplo, Allonia, que es un chancelloriideo que se interpretó inicialmente como una esponja, aunque para otros investigadores tiene afinidad con los tunicados y para otros con los halkeriidos. Batofasciculus, con forma globular con una punta, constituye un verdadero misterio. Dinomischus se parece mucho a un típico crinoideo, pero la mayoría de investigadores no están seguros de su posición taxonómica. Eldonia da lugar a una nueva clase: Eldonoidea. Se trata de un género que se ve con frecuencia en la biota, a veces asociado a diversas especies. Inicialmente se describió como un nuevo género, pero pasó a adscribirse a este género ya conocido de los esquistos de Burgess. Su forma medusoide sugiere que Eldonia fue un animal pelágico, pero otros investigadores han abogado por una existencia totalmente diferentes: un organismo bentónico, adherido al fondo, por el que se desplazaba pasivamente.
Algunos de los miembros más inusuales de la fauna son los lobópodos, que se han conocido generalmente como "gusanos de terciopelo". Sus cuerpos vermiformes tienen apéndices, de ahí el otro nombre común de "gusanos con patas". La mayoría de los lobópodos fósiles marinos son del Cámbrico. Siete géneros provienen del Cámbrico de la provincia de Yunnan, lo que hace de ella es la fuente más rica de estas raras criaturas. Son Luolishania, Paucipodia, Cardiodictyon, Hallucigenia (también hallado en el yacimiento de Burgess), Microdictyon y Onychodictyon, a los que en 2011 se añade un nuevo género, Diania.